# 韦克桑地区布里
韦克桑地区布里（法語：Boury-en-Vexin，法語發音：[buʁi ɑ̃ vɛksɛ̃]）是法国瓦兹省的一个市镇，属于博韦区。

## 地理
韦克桑地区布里（49°14'27"N, 1°44'10"E）面积11.09 平方千米，位于法国上法蘭西大區瓦兹省，该省份为法国北部内陆省份，北起索姆省，西接厄尔省和滨海塞纳省，南至塞纳-马恩省和瓦兹河谷省，东临埃纳省。
与韦克桑地区布里接壤的市镇（或旧市镇、城区）包括：日索尔、库尔塞勒莱日索尔、盖尔尼、埃普特河畔圣克莱尔、帕尔讷、沃当库尔、蒙雅武、拉坦维尔、当居。

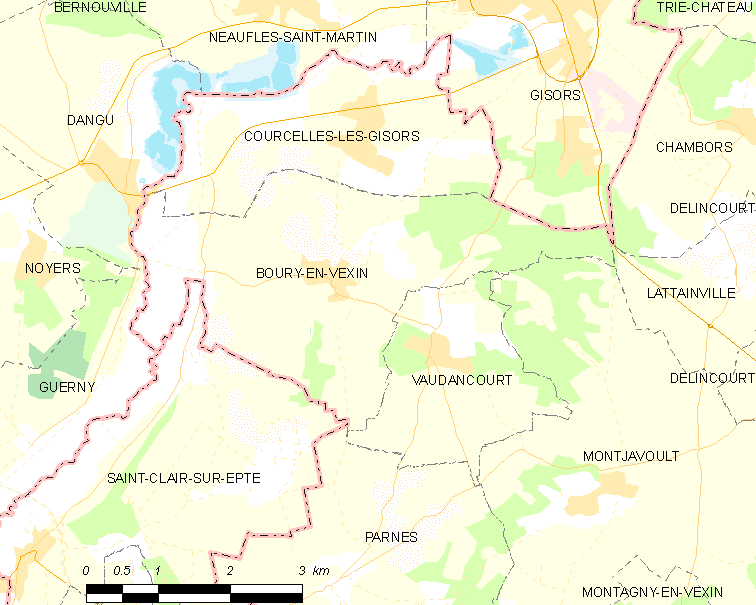
韦克桑地区布里的OSM定位图

韦克桑地区布里的时区为UTC+01:00、UTC+02:00（夏令时）。

## 行政
韦克桑地区布里的邮政编码为60240，INSEE市镇编码为60095。

## 政治
韦克桑地区布里所属的省级选区为韦克桑地区肖蒙县。

## 人口

1962-2008年间韦克桑地区布里人口变化图示

韦克桑地区布里于2022年1月1日时的人口数量为343人。